# DANAH
Het LIFE-project DANAH is een project voor soort-  en habitatbescherming in Vlaamse militaire domeinen. DANAH staat voor Defensie + ANB = NAtuurHerstel. De twee belangrijkste partners voor het project zijn de Federale Overheidsdienst Defensie als eigenaar van de terreinen, en het Agentschap voor Natuur en Bos (ANB) als voornaamste beheerder.
Het project richt zich vooral op heideherstel. In het logo is dan ook een heideblauwtje op gewone dophei te zien.

## Doelstellingen en werking
DANAH heeft als belangrijkste doelstelling de soortenbescherming en habitatbescherming binnen Vlaamse militaire domeinen. Voor elk domein zijn maatregelen getroffen om de aanwezige soorten en habitats te beschermen en de natuurwaarden te behouden en te herstellen. Vermits het grootste deel van deze terrein uit heide bestaan, zijn het de vooral klassieke maatregelen voor heideherstel die aan bod komen zoals het kappen van oprukkende bossen, maaien, plaggen, het bestrijden van exoten en het herstel van vennen. Door de financiële  steun van LIFE kan dit echter op veel grotere schaal dan in andere natuurgebieden.
De hoofdgebruiker binnen deze domeinen blijven de militairen, maar natuur is steeds de tweede functie. Daarbuiten kunnen ook derden, zoals landbouw, recreatie en natuurbeleving, een plaats kunnen krijgen.
Voor elk projectgebied is er een lokale commissie natuur- en bosbeheer, bestaande uit militairen en medewerkers van ANB, die het beheer plant en opvolgt. Een overkoepelende gewestelijke commissie zorgt voor het overzicht.
Het project wordt gefinancierd door LIFE-Nature, een Europees fonds dat overheidsprojecten steunt die bijdragen tot een grotere biodiversiteit binnen het netwerk van Europese natuurgebieden Natura 2000.
Het project is gestart in 2003 en loopt nog tot in 2008.

## Uitgekozen natuurgebieden
In totaal werden twaalf militaire terreinen uitgezocht verdeeld over 4 Vlaamse provincies (niet in Vlaams-Brabant).
Er is gekozen voor domeinen met grote oppervlaktes open- en halfopen terrein, die door hun militaire bestemming sinds vele bewaard zijn gebleven. Het zijn voornamelijk heideterreinen.
Al deze terreinen zijn tevens vogelrichtlijn- (V) of habitatrichtlijngebied (H) en behoren dus tot het Natura 2000-netwerk.
1. het Vloethemveld in Zedelgem (H) (West-Vlaanderen)
2. het munitiedepot te Houthulst (H) (West-Vlaanderen)
3. het NAVO-vliegveld te Ursel (H) (Oost-Vlaanderen)
4. het Klein (V+H) en Groot Schietveld (V) te Brasschaat (Antwerpen)
5. het oefenterrein te Grobbendonk (H) (Antwerpen)
6. het oefenvliegveld te Malle (H) (Antwerpen)
7. Tielen Kamp I en II te Kasterlee (H) (Antwerpen)
8. de Tielenheide te Turnhout (H) (Antwerpen)
9. het vliegveld te Weelde (V) (Antwerpen)
10. het schietveld van Houthalen-Helchteren (V) (Limburg)
11. Kamp van Beverlo te Leopoldsburg (V) (Limburg)
12. het munitiedepot Molenheide te Zonhoven (H) (Limburg)